# Усадьба Масягина в Старомонетном переулке
Главный дом городской усадьбы купца И. Я. Масягина — городская усадьба в границах, сформировавшихся в конце XVIII — начале XIX веков, расположенная на углу квартала № 407 на пересечении Старомонетного переулка с западной стороны и Большого Толмачёвского переулка с северной стороны в границах Земляного вала (современного Садового кольца) на территории древнего Замоскворечья.
С начала 2000-х годов здание находилось в полуразрушенном состоянии. В 2021—2024 годах оно было полностью разобрано и восстановлено на том же месте методом полной «переборки» брёвен.

## История
Первые документальные сведения о формировании границ, домовладельцах, планировке и застройке территории владения относятся к концу XVIII века.
До 1790 года небольшая городская усадьба принадлежала лейб-гвардии капитан-поручику Ивану Алексеевичу Жеребцову, а в 1793 году числилась за полковником Михаилом Алексеевичем Жеребцовым. Судя по архивным материалам, владение было застроено еще в 1784 году.
В 1806—1817 годах усадьба принадлежала протопресвитеру Кремлёвского Успенского собора, члену Синода, Лукьяну Федотовичу Протопопову (1743—1813).
Во время пожара 1812 года усадьба погорела и до 1818 года оставалась незастроенной. На плане Якиманской части 1813—1814 годов «с показанием каменных обывательских строений», сохранившихся после пожара, показана только небольшая каменная служебная постройка на территории домовладения. После пожара участок, ранее принадлежавший представителям дворянского сословия и семье священнослужителя, перешел во владение московского купца 3-й гильдии Сыромятной слободы Ивана Яковлевича Масягина и в дальнейшем оставался купеческим владением до 1917 года.
К 1819-му на месте сгоревшего дома построили новый. Одноэтажное деревянное здание в стиле упрощенного варианта ампира возвели на каменном фундаменте, при этом характер планировки и застройки в общих чертах сохранился. Участок делился на двор и сад, застройка осуществлялась по периметру двора. С восточной стороны расположили дворовую галерею и мезонин с треугольным фронтоном. Здание построили по «образцовому» проекту, который разработали для жилой застройки послепожарной Москвы. До 1917 года там жили разные купеческие семьи.
В 1870 году московский купец Петр Павлович Безсчастнов оштукатурил усадебный дом, вероятно, к этому времени относится сохранившаяся со значительными утратами отделка главного фасада.
В 1889 году купчиха Параскева Васильевна Безсчастнова заменила старый холодный тамбур дома новым теплым тамбуром по проекту архитектора Порфирия Гавриловича Пономарева. На плане владения 1905 года показана еще одна пристройка к южному торцу дома, то есть со стороны сада, вероятно, веранда с выходом в сад. Усадебный дом простоял без существенных изменений до 1917 года.
В 1925 году владелица дома Мария Васильевна Ильяшева, в связи с необходимостью раздела одной квартиры на две меньшие, добавила к восточному дворовому фасаду дома две новые деревянные пристройки: двухэтажную для лестницы и одноэтажную для кухни и комнаты. Старая садовая веранда была перестроена и увеличена в габаритах. В одной из жилых комнат со стороны двора была разобрана перегородка, а новая поставлена с отступом в северную сторону. Автор проекта перестроек главного дома, вероятно, архитектор Н. О. Зосимов.
В 1930 году здание находилось в ведении Треста Военно-Топографического Управления.
В 1936 году, когда владение числилось за Первой картографической фабрикой имени В. В. Дунаева, в здании также производились переделки, связанные с устройством в доме ванной и трех туалетов, один из которых был устроен в мезонине.

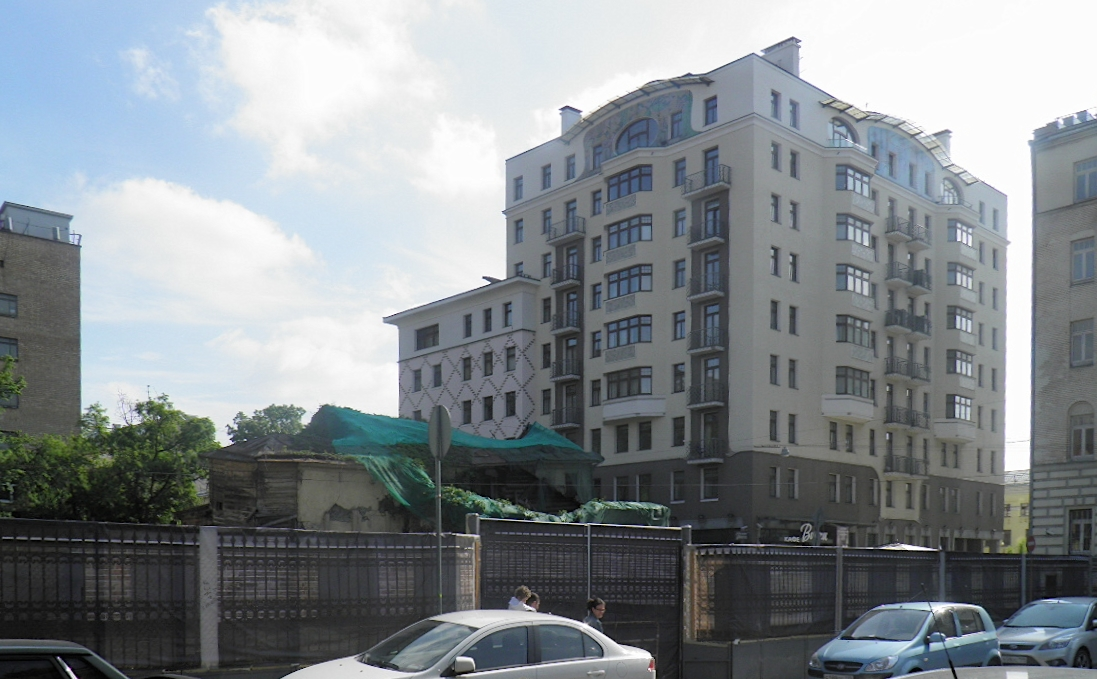
Руины усадьбы, 2013

В 1970-е годы при возведении одноэтажного кирпичного здания проходной, вплотную примкнувшего к дому, была разобрана садовая веранда южного торцевого фасада дома.
В 1976 году здание было признано непригодным для жилья комиссией ведомственной квартирно-эксплуатационной части (КЭЧ) района.
После вывода гаража из ведомства Министерства обороны в 2000-х годах здания усадьбы стояли заброшенными, не эксплуатировались и разрушались. Была разрушена значительная часть деревянного сруба бывшего главного дома, покосившиеся остатки здания стояли без кровли, уличные фасады были скрыты баннерами.

## Современность
Главный дом усадьбы Масягина имеет статус объекта культурного наследия регионального значения. Департамент культурного наследия в 2012 году включил в предмет охраны дома его местоположение, объемно-пространственную-композицию особняка вместе с пристройкой 1925 года, конструкцию крыши, архитектурно-художественное оформление фасадов и материалы их отделки, планировку интерьеров и столярные элементы — окна и двери.

### Реставрационные работы
В мае 2021 года началась реставрация купеческого дома в Старомонетном переулке г. Москвы. Реставраторы разобрали объект «вручную» и приступили к восстановлению усадьбы купца Масягина методом «переборки». Этот метод позволяет восстанавливать объекты с большим объемом утраты. Главный дом усадьбы в Старомонетном переулке разрушен на 95 % и степень повреждений не позволяет использовать другие методы.
На основании акта государственной историко-культурной экспертизы "Научно-проектной документации на проведение работ по сохранению выявленного объекта культурного наследия «Главный дом городской усадьбы купца И. Я. Масягина, 1818 г., 1870-е гг., 1925 г.» было выдано положительное заключение на научно-проектную документацию на проведение работ по сохранению выявленного объекта культурного наследия, разработанную в 2020 году «Гинзбург Архитектс», проектная документация была признана соответствующей требованиям законодательства Российской Федерации в области государственной охраны объектов культурного наследия и рекомендована к согласованию Департаментом культурного наследия города Москвы в установленном порядке.
Представленный «Гинзбург Архитектс» проект был направлен на сохранение объекта культурного наследия, его объемно-пространственной композиции; содержал достаточный объем и полноту результатов исследований и принимаемых архитектурных, конструктивных и планировочных решений, направленных на ремонт, реставрацию, воссоздание утраченных элементов объекта культурного наследия и приспособление здания для современного использования; учитывал требования по сохранению предмета охраны объекта культурного наследия в полном объеме.
Особняк купца Масягина в Старомонетном переулке планировали комплексно отреставрировать к 2024 году, реставрационные работы должны были занять три года. У здания собирались отремонтировать белокаменный цоколь, восстановить на исторических местах входы в здание и кованые козырьки. Также должна была быть приведена в порядок пристройка 1925 года, отреставрированы деревянные окна, двери, мезонин и лестница к нему. Специалисты должны были восстановить дымовые трубы из кирпича, дымники, утраченный декор, перекрытия, перегородки, историческую обшивку стен, кровлю и другие элементы дома. Зданию должны быть вернуть первоначальную планировку.

Реставрация деревянных зданий — всегда очень непростой процесс, требующий внимательного отношения и кропотливой работы. Главный дом усадьбы купца Масягина достался специалистам в неудовлетворительном состоянии: была разрушена значительная часть деревянного сруба. Сейчас реставраторы занимаются его спасением: сруб маркируют и бережно разбирают. Все бревна, которые можно отреставрировать, сохраняют.
— Алексей Емельянов, руководитель Департамента культурного наследия города Москвы для ТАСС

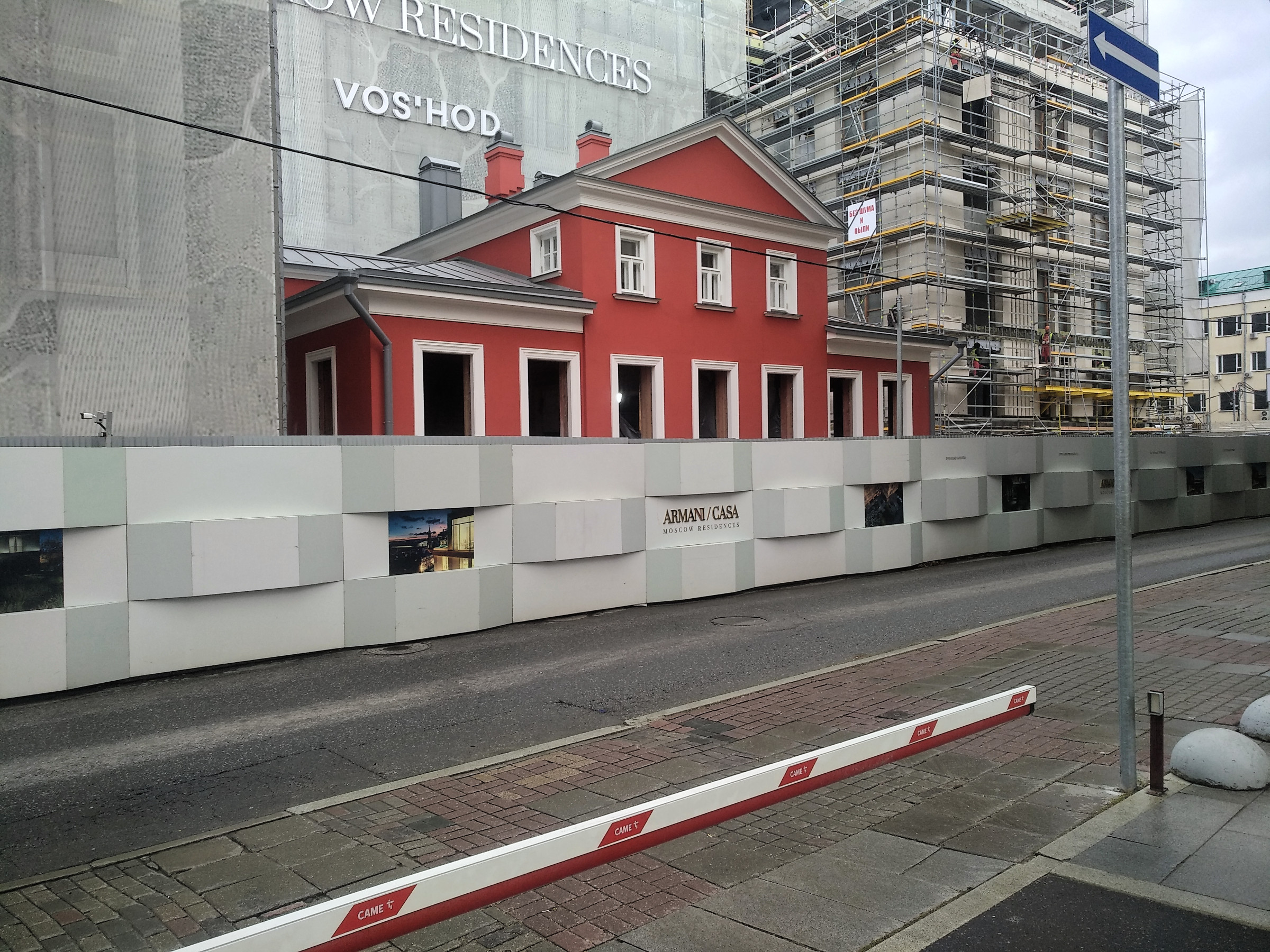
Восстановление усадьбы, 2023

Учитывая отсутствие кровли в течение длительного периода, неблагоприятные погодные условия для хранения древесины под открытым небом, предусматривлось размещение основных элементов деревянного строения в специализированных мастерских, проведение восстановительных мероприятий и реставрация в закрытом помещении.
Реставрация проходила на площадках специализированных мастерских в Кировской области. На восстановление сруба потребовалось около 700 бревен длиной 6 метров. В 2023 году отреставрированные брёвна были возвращены на исходное место для сборки, в конце года со здания были сняты леса и продолжались работы над интерьером и экстерьером здания. Весной 2024 года специалисты закончили общестроительные работы и приступили к реставрации интерьера в здании.